# Cultura de Usatovo
La cultura de Usatovo o cultura de Usatove es una variante tardía de la cultura de Cucuteni-Trypillia, que floreció al noroeste del Mar Negro desde 3500 a. C. hasta 3000 a. C. El nombre de la cultura proviene del nombre del pueblo de Usatove, en el óblast de Odesa (Ucrania).
La cultura de Usatove parece ser una mezcla de elementos neolíticos del sureste de Europa, con culturas intrusivas de la estepa póntica. De los elementos neolíticos autóctonos, comparte las tumbas planas, las figurillas y la cerámica pintada, mientras que con las culturas esteparias comparte los enterramientos en túmulos, los caballos y la vajilla gruesa templada en concha. También presenta elementos metálicos, como el bronce arsenical y la plata, lo que sugiere contactos con el Cáucaso Norte.
Según la hipótesis de Kurgan, la cultura de Usatovo representa la dominación de los agricultores nativos de Cucuteni-Trypillia por pueblos indoeuropeos de la estepa. Según Anthony, las raíces de las lenguas pregermánicas se encuentran en la cultura Usatovo.